# بول غرين (كاتب)
بول غرين (بالإنجليزية: Paul Green)  (و. 1894 – 1981 م) هو كاتب سيناريو، وكاتب مسرحي أمريكي، ولد في ليلينغتون، توفي في تشابل هيل، كارولاينا الشمالية، عن عمر يناهز 87 عاماً.

## التعليم
تعلم في جامعة كامبل، وجامعة كورنيل، وجامعة ولاية كارولينا الشمالية في تشابل هيل.

## جوائز وترشيحات
حصل على جوائز منها:
جوائز
- جائزة بوليتزر عن فئة الدراما
- زمالة غوغنهايم

ترشيحات
- جائزة الأوسكار لأفضل كتابة

ترشح لـ:
- جائزة الأوسكار لأفضل كتابة "سيناريو مقتبس"، عن عمل: State Fair (1933 film) [الإنجليزية]‏.

## وصلات خارجية
- بول غرين على موقع IMDb (الإنجليزية)
- بول غرين على موقع الموسوعة البريطانية (الإنجليزية)
- بول غرين على موقع قاعدة بيانات برودواي على الإنترنت (الإنجليزية)
- بول غرين على موقع قاعدة بيانات الأفلام السويدية (السويدية)
- بول غرين على موقع قاعدة بيانات الفيلم (الإنجليزية)
- بول غرين في قاعدة بيانات الأفلام على الإنترنت